# حرب الجبل الغربي 2011

خريطة للصراع في جبل نفوسة.
سيطر عليها المتظاهرون بحلول 1 آذار. (المرقطة: أقصى تقدم للموالين للقذافي بين نيسان وأيار.)
تقدم المعارضون بحلول 1 آب.
تقدم المعارضون بعد الهجوم النهائي على طرابلس في آب.
آخر معاقل الموالين للقذافي.
طرق هجمات المعارضين في أغسطس.

حرب جبل نفوسة في 2011 هيَ نزاع طويل نشب بين الثوار الليبيين وقوات العقيد معمر القذافي بين شهري فبراير وأغسطس من عام 2011 في منطقة جبل نفوسة في ليبيا كجزء من حرب ثورة 17 فبراير. بدأ النزاع كمُظاهرات سلمية ردت عليها قوات القذافي بالقمع، ثمَّ تطورت لاحقاً إلى صراع مسلح بني الطرفين دامَ أكثر من ستة شهور، وهوَ ذو دور حاسم في الصراع الليبي 2011 لكون العاصمة طرابلس جزءاً من منطقة جبل نفوسة.

## مراحل الحرب

### مرحلة الاحتجاجات
بتاريخ 16 فبراير انتفضت مدن من الجبل كمدينة يفرن وككلة والزنتان . على يوتيوبوتوالت انتفاضات شهر فبراير في مدن وقرى جبل نفوسة مثل ككلة ويفرن ونالوت وجادو والقلعة وكاباو والرجبان واتسعت دائرة الصراع وامتدت من ككلة حتى الحدود التونسية لمدة 6 أشهر.واستمرت لأكثر من أسبوعين تطالب بالحرية والمساواة، ومن ثم تحركت كتائب لنظام العقيد القدافي لقمع هذه الانتفاضة بطرق وحشية باستعمالها لرصاص الحي ومدافع ومضادات الطيران ضد المتظاهرين فأشعلت حرباً ضارية كانت الغلبة فيها لثوار المدنيين الذين أرغموا على حمل السلاح لدفاع عن مدنهم.

### معارك يوليو
شن الناتو عدة غارات مُتتالية في يوم الأحد 24 يوليو على أسوار ومُحيط باب العزيزية وأجزاء أخرى من جنوب وجنوب شرق العاصمة طرابلس، بالإضافة إلى مواقع في مدينة زليطن. كما سيطرَ مقاتلو المعارضة في يوم الخميس 28 يوليو دفعة واحدة على مجموعة من البلدات المُحيطة بمدينة الزاوية غربَ طرابلس، التي كانت تستخدمها كتائب القذافي سابقاً لقصف مدن تحتَ سيطرتهم مثل نالوت ووازن، وذلك بعدَ أن تحركوا في صباح الخميس مُباشرة بمُساعدة تغطية جوية من غارات الناتو، ومن هذه البلدات «الغزاية» و«تكوت» و«الرويس» و«الجويش» وأخرى غيرها. وقد غنمَ الثوار خلال سيطرتهم على هذه المناطق عدداً من المعدات والآليات العسكرية، بالإضافة إلى أنهم أسروا بعض أفراد الكتائب.
حاصرَ الثوار في يوم السبت 30 يوليو بلدة تيجي المحادية لجبل نفوسة في مُحاولة للسيطرة عليها بعدَ سيطرتهم على بلدات «الغزايا» و«الجوش» و«تكويت» المُجاورة سابقاً، فضلاً عن بلدة الحوامد التي سيطروا عليها يوم الخميس. فقد كانت تيجي أحد المَعاقل الأخيرة المتبقية للقذافي في منطقة جبل نفوسة، حيثُ كان يَتمركز فيها حوالي 500 جندي من الكتائب، ولذلك فقد ركز الثوار هجماتهم عليها وقصفوها بمدفعية الدبابات يوم السبت على أمل دحر الكتائب داخلها، فيما ردت الكتائب على هذا الهجوم بإطلاق صواريخ على طريق الجبل لمنع الثوار من التقدم إلى المدينة على أكثر من جبهة، كما أعادت إطلاق صواريخ أخرى عليهم في المساء.
في يوم الأحد 31 يوليو بلغَ ثوار مصراتة بلدة «سوق الثلاثاء» الوَاقعة على مشارف مدينة زليطن الشرقية، بل وتوغلوا لمسافة 3 كيلومترات داخل المدينة نفسها، لكنهم لم يُسيطروا عليها آنذاك. وقد انتهى هذا الهجوم الذي استمرَّ طوال السبت والأحد بسُقوط عشرات القتلى من الكتائب، في مُقابل سقوط 27 قتيلاً وجرحى كثيرين في صُفوف الثوار. وقد قالَ الثوار أنهم تعرَّضوا أيضاً للقصف من قبل الكتائب، وأن القصف قتل 3 من المدنّيين، كما قالوا أنهم نجحوا خلال عملياتهم في إطلاق سراح حوالي 150 عائلة كانت مُحتجزة لدى الكتائب في شرقي زليطن وحده. وعلى الجانب الجنوبي من جبهة العاصمة، حاصرَ الثوار بلدة تيجي في مُحاولة للسيطرة عليها بعدَ سيطرتهم على بلدات «الغزايا» و«الجوش» و«تكويت» المُجاورة، إذ كانت أحد المَعاقل الأخيرة للقذافي في منطقة الجبل.

### زحف أغسطس

#### القتال حولَ العاصمة
وقد شهدَ يوم الإثنين 1 أغسطس هدوءاً نسبياً على جبهة الجبل الغربي، عدى عن تراجع الثوار لمسافة 8 كيلومترات من بلدة تيجي بعدَ تعرُّضهم لعاصفة رملية. في يوم الثلاثاء 2 أغسطس شنت كتائب القذافي في مدينة زليطن هجوماً على مواقع تمركز الثوار، لكنهم نجحوا في صدِّها وأسروا عدداً من أفرادها، واستطاعوا بذلك الحفاظ على مواقعهم التي كانت تبعد مسافة 5 كيلومترات فقط عن وسط المدينة، على الرغم من سُقوط 7 قتلى و65 جريحاً في صُفوف الثوار جرَّاء الهجوم. وبالإضافة إلى ذلك فقد استمرَّ الثوار بالاشتباك معَ كتائب القذافي في بلدة تيجي التي كانت لا تزال في يد القذافي، لكنهم لم فشلوا في حسم الصراع على البلدة. كما استهدفت غارات الناتو أيضاً منطقة تاجوراء شرقي طرابلس، مما تسبَّب بأضرار جسيمة في محطة كهرباء تقع هناك. أما في قلب طرابلس فقد استمرَّت فيها حملات الاعتقالات، التي استهدفت كثيراً من الداعمين للثورة أو من عائلاتهم. في حين أصبحَ الوضع الإنساني مزرياً في مدينتي الزاوية وزوارة في ظل نقص الوقود والكهرباء وغيرها من الاحتياجات الضرورية.
تابعَت قوات ثوار مصراتة تقدمها في يوم الجمعة 5 أغسطس عبرَ مدينة زليطن للسيطرة عليها في مواجهة كتائب القذافي، وتمكنت من بلوغ مسافة لا تتعدى بضعة كيلومترات من وَسط المدينة بعدَ السيطرة على عدة مناطق مُجاورة له منها منطقة «سوق الثلاثاء»، لكنها لم تتمكن من السيطرة عليها بالكامل بسبب مُقاومة الكتائب الشرسة. وقد ساعدت غارات الناتو الثوار بتغطية جوية خلال هذه المعركة، حيث انتشرت شائعات بأن 32 جندياً من الكتائب لقوا حتفهم خلال الغارة بينهم - وفق الإشاعات - خميس القذافي ابن معمَّر القذافي.
في يوم الأحد 7 أغسطس أفادَ ثوار الزنتان ومن معهم من ثوار الجبل المتواجدين في بلدة بئر الغنم بأن البلدة تحتَ سيطرتهم وأنهم نشروا نقاط التفتيش فيها، كما قالوا أن الأوضاع هادئة ونفوا سيطرة كتائب القذافي عليها حسبما قالت في وقت سابق. أما على جبهة زليطن غرب مصراتة فإن الثوار غيروا تكتيكهم القتالي، إذ انتقلوا من حالة الهُجوم إلى الدفاع بسبب نقص الذخيرة عندهم، وتمركزوا في نقاط مُعينة من المدينة دافعوا عنها خلال اشتباكات انتهت بمقتل 3 من الثوار وسُقوط 15 جريحاً آخرين. وقد تقدم الثوار كثيراً في يوم الأربعاء 10 أغسطس نحوَ مدينة الزاوية، إذ زحفوا إليها من جنوب طرابلس في مدينة بئر الغنم حتى بلغوا قرية ناصر جنوبَ الزاوية واشتبكوا فيها معَ الكتائب، فيما نشبت قطعت الكهرباء مساءً عن بلدة «بئر ترفاس» - الوَاقعة جنوب الزاوية أيضاً -، وتلت ذلك اشتباكات بين الثوار والكتائب فيها.
في يوم الخميس 11 أغسطس نشبت معارك عنيفة في مُحيط الزاوية، إذ بدأ ثوار منها ومن مدينتي صرمان وصبراتة المُجاورتين بالاشتباك معَ كتائب القذافي في منطقتي «جدائم» و«الحرشة». كما دارت اشتباكات مسائية في وسط مدينة زليطن بين ثوار من داخل المدينة وكتائب القذافي المتمركزة بها إثرَ شجار بين أحد الأهالي وفرد من الكتائب، وانتهت بمقتل أحد رجال الكتائب على يد الثوار. في يوم الجمعة 12 أغسطس زحف مئات من ثوار غرب طرابلس إلى قريتي ناصر وبئر شعيب مُتخذين طريقاً باتجاه مدينة الزاوية التي كانت تُسيطر عليها قوات القذافي، وسقطَ بينهم قتيلان وعدة جرحى خلال هذا الزحف. وأما على الجانب الشرقي من جبهة مصراتة فقد بلغ الثوار مدينة تاورغاء التي كانت تُطلق منها قوات القذافي الصواريخ باتجاه مصراتة مُتحصنة داخلها.

#### تحرير غريان
بعد جمود كل الجبهات لمدة ثلاتة شهور وجمود جبهة القواليش الاصابعة نظرا المقاومة الشديدة لقوات القذافي في الاصابعة قامو الثوار يوم 13-08-2011 بعملية ألتفاف على الجبل لتحرير مدينة غريان من الجهة الشمالية الغربية بدل الجهة الغربية (الاصابعة)و قد صعدو الثوار الجبل من جهة القواسم راجلين وبآليات وقامو باقتحام مدينة غريان من عدة اتجاهات ابتداء من منطقة القواسم، ومن ثم انتشروا إلى الشمال والجنوب، وقامت المجموعة المتجهة شمالا بإقفال الطريق القادمة من طرابلس أبو غيلان، اوتجهت المجموعة الثانية إلى وسط غريان في منطقة تغسات واستقبلوهم الأهالي بالزغاريد والتكبير، وتم تنفيذ تأمين جميع المنافذ المؤدية من وإلى غريان.
وقال العقيد جمعة أن عملية التحرير تمت في ثلاث ساعات بالتحام الثوار من داخل وخارج المدينة حسب خطة مدروسة واتصالات مكثفة وتنسيق كامل، كما أن العملية نفذت بتخطيط عسكري عالي المستوى، من استطلاع وسرية معلومات وتنسيق مع ثوار المدينة.
وقال العقيد جمعة أن تحرير غريان خطوة مهمة في اطار تحرير كامل التراب الليبي، وممهد مهم لتحرير العاصمة طرابلس.

#### حصار العاصمة
شهدَ يوم السبت 13 أغسطس دخولَ الثوار للمرَّة الأولى إلى مدينة الزاوية منذ شهور بعدَ معركتهم الأولى فيها التي انتهت بانتصار القذافي، وذلك بعد زحفهم عبرَ قريتي ناصر وبئر شعيب يوم الجمعة، وكانت تلكَ خطوة أساسية في وفائقة الأهمية في حرب الجبل الغربي لأن الزاوية مدينة إستراتيجية تبعد عن العاصمة أقل من 50 كيلومتراً. أما على جبهة العاصمة الجنوبية فقد تجاوزَ ثوار الزنتان منطقة «وادي الحي»، وبلغوا مسافة 60 كيلومتراً فقط جنوبَ طرابلس.
بدأ الثوار الليبيون الزاحفون من الجبل في يوم الأحد 14 أغسطس اشتباكات في مدينتي صرمان وصبراتة، بالتزامن معَ اندلاع مَعارك عنيفة أخرى في مدن الزاوية وترهونة وغريان. ففي الزاوية سيطرَ الثوار أخيراً على أجزاء ضخمة منها وقطعوا للمرَّة الأولى منذ شهور الطريق الساحلي الليبي المؤدي إلى العاصمة طرابلس، وبذلك أغلقوا آخر طريق يُؤدي إليها وحاصروا العاصمة من كافة الجهات تاركينها معزولة تماماً عن العالم الخارجي، مما اُعتبرَ تطوراً بارزاً جداً في الصراع ضد القذافي. وإلى الغرب أكثر كانت لا تزال قوات القذافي مُسيطرة على معبر رأس جدير قرب تونس، لكن معَ ذلك فقد دخلَ الثوار في اشتباكات عَنيفة معها بالمنطقة، دون التمكن من حسم المعركة لصالحهم. وفي الجنوب الشرقي بسطَ الثوار سيطرتهم الكاملة أخيراً على مدينة غريان يومَ الأحد، في حين سيطروا أيضاً على وسط مدينة ترهونة التي شهدت اشتباكات عَنيفة بينهم وبين كتائب القذافي.
استمرَّت الاشتباكات في مدن الزاوية وصرمان وصبراتة خلال يوم الإثنين 15 أغسطس. ودخلَ الثوار في يوم الثلاثاء 16 أغسطس مدينتي صرمان وصبراتة المُتجاورتين الواقعتين غرب الزاوية، وبدؤوا اشتباكات عَنيفة معَ قوات القذافي فيهما، وبعدَ هذه الاشتباكات سيطرَ الثوار بالكامل على صرمان، في حين استولوا على أجزاء كبيرة من صبراتة وحاصروا بقايا ضئيلة لكتائب القذافي لا زالت متبقية في أحيائها الغربية. كما سيطرَ الثوار على معسكر «كتيبة سحبان» التابعة للقذافي والتي تتمركز في غرب ليبيا.
في يوم الأربعاء 17 أغسطس ضيَّق الثوار الحصار أكثر على قوات القذافي في الجبل الغربي وبسطوا سيطرتهم على مدن جديدة فيه. فقد استمرَّت اشتباكات الزاوية بعد سيطرة الثوار على أربعة أخماسها، وتمكنوا من حصار بقايا قوات القذافي في غرب المدينة حيث تقع مصفاة النفط، لكنهم لم يُسيطروا عليها. وقريباً من الزاوية أعلن الثوار سيطرتهم بالكامل على صبراتة، وذلك بعدَ اشتباكات ألقوا القبض خلالها على عدد من أتباع القذافي بينهم العقيد «خليفة ضو» قائد الأمن الداخلي في الزاوية. ونتيجة لهذا التقدم للثوار أصبحت بقايا كتائب القذافي في بلدتي تيجي وبدر مُحاصرة بالكامل بقوات الثوار المُنتشرة في كل مكان، فقرَّرت الانسحاب بالكامل من البلدتين اللتين كانتا أحد المَعاقل الأخيرة للقذافي في غرب ليبيا إذا ما استثنُيت طرابلس، وبعدَ انسحابها توجهت نحوَ مدينتي زوارة وجميل قرب تونس اللتين كانت لا تزالان تحتَ سيطرة القذافي، في حين دخلَ الثوار وراءها بدر وتيجي لإطباق السيطرة عليهما.
وبعدَ تطويق العاصمة بهذا الشكل بدأت قوَّات القذافي داخلها باتخاذ إجراءات احترازية مُشددة، فقامت بنشر الحواجز ونقاط التفتيش عندَ جميع مداخلها وفي العديد من مناطقها ومنعت أي أحد من الدخول أو الخروج منها وإليها. أما في مصراتة فقد عادَ الثوار للزحف نحوَ الشرق باتجاه سرت، حيث بلغوا بلدة الهيشة التي تبعد مسافة 80 كيلومتراً شرق مصراتة وتمكنوا من السيطرة عليها بعدَ اشتباكات معَ قوات القذافي. ونجحَ الثوار في يوم الخميس 18 أغسطس بالسَّيطرة أخيراً على المصفاة النفطية الواقعة غربَ مدينة الزاوية، وهيَ آخر مصفاة نفطية كانت تعمل في غرب ليبيا، وبذلك قطعوا آخر مورد للوَقود عن العاصمة وعزلوها تماماً عن العالم الخارجي. كما أفادَ الثوار بأن المصفاة كانت لا تزال بحالة جيدة وقابلة للتشغيل خلال أيام.
تمكن ثوار مصراتة أخيراً في يوم الجمعة 19 أغسطس من السَّيطرة بالكامل على مدينة زليطن الوَاقعة شرق العاصمة طرابلس، وذلك بعدَ معارك عنيفة استُخدمت فيها الرشاشات الثقيلة والمدافع المضادة للطائرات ودارَ مُعظمها في شارعي «عمر المختار» و«جمال عبد الناصر»، وانضمَّ إلى الثوار خلال زحفهم عدد من أهالي زليطن نفسها، وفي آخر الأمر انتهت المعركة بمقتل 31 من الثوار وإصابة 120 آخرين في مُقابل قتلهم لـ40 إلى 50 جندياً من كتائب القذافي حسبَ إفاداتهم. فيما غنموا بعدَ المعركة العديد من أسلحة وآليات قوات القذافي، فضلاً عن تمكنهم من تحرير بعض الأسرى الذي قبضت عليهم الكتائب سابقاً في مصراتة. وفي هذا الوَقت نفسه شهدت مدينة الزاوية غربَ طرابلس مَعارك جديدة بين مئات الثوار وقوات تابعة للقذافي، انتهت بطرد كتائب القذافي من ساحة الزاوية الرئيسية. وفي العاصمة طرابلس نفسها، حدثت بعض الاشتباكات الخفيفة في المساء، كما ارتفعت أسعار الوقود وقطعت الكهرباء عنها مُتسببة بهروب العديد من السكان. أما حلف الناتو فقد استمرَّ بتنفيذ غارته التي زادت في الأيام الأخيرة لتغطية زحف الثوار نحوَ العاصمة، واستهدفت يومَ الجمعة قلب طرابلس ومواقع على الطريق بينها وبين مطارها الدولي.

#### بدء الزحف والدخول إلى العاصمة
في فجر يوم السبت 20 أغسطس أطلقَ الثوار حملة لم يَقوموا بمثلها سابقاً على العاصمة طرابلس تحتَ اسم «عملية عروس البحر». إذ قاموا بتنفيذ بإنزال بحري على سواحل العاصمة لإيصال كميات من السلاح والذخائر إلى ثوار الداخل فيها، وهُنا بدأ ثوار طرابلس بالدخول في اشتباكات عَنيفة معَ قوات القذافي في مناطق مُختلفة داخل المدينة بالتزامن معَ زحف قوات الثوار الأخرى من جَميع المدن المُحيطة بها مثل الزاوية وصرمان وصبراتة غربَ العاصمة وترهونة جنوبها، وسُرعان ما بلغ ثوار جنوب العاصمة مدينة العزيزية التي لا تبعد عنها سوى 30 كيلومتراً إلى الجنوب. وخلال هذه الاشتباكات التي اندلعت في أنحاء العاصمة ومُحيطها، ساعدَ حلف الناتو الثوار على التقدم بتغطية جوية كثيفة، واستهدفَ خلال غاراته هذه بعض بوابات سجن أبو سليم الخارجية، مما ساعدَ الثوار على دخوله والاشتباك معَ قوات القذافي، وقد انتهت هذه العملية بتحرير عدد من من معتقلي السجن.
ولاحقاً بعدَ المغرب مُباشرة في اليوم ذاته - السبت - أطلق الثوار «عمليَّة تحرير طرابلس» مُجدداً. فبالتنسيق بين الثوار من داخل طرابلس وأولئك في باقي الجبل الغربي، بدأ ثوار الداخل بالانتفاض ضد القذافي بالتزامن معَ زحف الباقين من مُختلف الجهات نحوَ العاصمة. واندلعت اشتباكات طرابلس في مَناطق وأحياء عديدة، منها «سوق الجمعة» و«منطقة فشلوم» شرقَ المدينة بالإضافة إلى أجزاء من منطقة «سيدي خليفة» التي سيطروا عليها و«الحشان» التي سقطَ قتلى وجرحى بينها بها. وبعدَ هذه الاشتباكات تمكن الثوار أخيراً من السَّيطرة بالكامل على أربع مناطق كبرى في شرق العاصمة، هيَ قاعدة معيتيقة الجوية ومناطق تاجوراء وفشلوم وبن عاشور، لكن في المُقابل دفعوا ثمناً للاستيلاء على هذه المناطق 123 قتيلاً في تاجوراء وَحدها. وقد استطاعَ الثوار أيضاً خلال هذه الاشتباكات إطلاق سراح 500 معتقل من «سدن الحميدية»، بالإضافة إلى أسرهم 35 فرداً تابعين لكتائب القذافي. أما الزحف من الخارج فكان قد بدأ بالفعل من الزاوية وجبهة جنوب العاصمة، بالإضافة إلى جبهتها الشرقية.

## طالع أيضًا
- حرب الجبل الأخضر 2011.
- حرب الصحراء الليبية 2011.